# Phalidura
Phalidura är ett släkte av skalbaggar. Phalidura ingår i familjen vivlar.

## Dottertaxa tillPhalidura, i alfabetisk ordning[1]
- Phalidura abnormis
- Phalidura affinis
- Phalidura amplicollis
- Phalidura amplipennis
- Phalidura approximata
- Phalidura assimilis
- Phalidura brevicauda
- Phalidura breviformis
- Phalidura cancellata
- Phalidura carinata
- Phalidura carteri
- Phalidura caudata
- Phalidura costipennis
- Phalidura coxi
- Phalidura crenata
- Phalidura cultrata
- Phalidura cuneicaudata
- Phalidura decipiens
- Phalidura draco
- Phalidura d'urvillei
- Phalidura edenensis
- Phalidura elongata
- Phalidura falciformis
- Phalidura flavosetosa
- Phalidura flavovaria
- Phalidura forficulata
- Phalidura frenchi
- Phalidura grandis
- Phalidura gyllenhali
- Phalidura heimsi
- Phalidura helyi
- Phalidura hopsoni
- Phalidura howitti
- Phalidura impressa
- Phalidura incerta
- Phalidura intermedia
- Phalidura irrasa
- Phalidura kirbii
- Phalidura kirbyi
- Phalidura kosciukoana
- Phalidura leai
- Phalidura maculosa
- Phalidura mannerheimi
- Phalidura mastersi
- Phalidura metasternalis
- Phalidura mira
- Phalidura mirabilis
- Phalidura mirabunda
- Phalidura miracula
- Phalidura mirifica
- Phalidura mitchelli
- Phalidura montana
- Phalidura monticola
- Phalidura morbillosa
- Phalidura paradoxa
- Phalidura penchi
- Phalidura perlata
- Phalidura phrynos
- Phalidura postica
- Phalidura reticulata
- Phalidura rufilineata
- Phalidura sloanei
- Phalidura squalida
- Phalidura squamigera
- Phalidura stephensii
- Phalidura subcostata
- Phalidura sublaevigata
- Phalidura subvittata
- Phalidura sulcipennis
- Phalidura taylori
- Phalidura variolosa
- Phalidura verrucosa
- Phalidura vestita
- Phalidura wilcoxi